# Nové Sady, Vyškov
Nové Sady là một làng thuộc huyện Vyškov, vùng Jihomoravský, Cộng hòa Séc.